# Struthanthus sarmentosus
Struthanthus sarmentosus là một loài thực vật có hoa trong họ Loranthaceae. Loài này được (Ruiz & Pav.) Blume miêu tả khoa học đầu tiên năm 1830.